# 羅伯特·伊萊爾
羅伯特·伊萊爾（英語：Robert Iler）是一名美國的前演員和專業撲克牌手，他最出名是在HBO電視劇《人在江湖》中飾演A.J. Soprano。

## 早年
伊萊爾出生於紐約市，而且他有愛爾蘭血統。

## 影視作品
- 《The Tic Code（英语：The Tic Code）》（1999年）飾 Denny Harley
- 《人在江湖》（The Sopranos）（1999年–2007年）飾 A.J. Soprano（英语：A.J. Soprano）
- 《監獄風雲》（Oz）（1997年–2003年）飾 遊戲節目參賽者——第4季，第16集
- 《Tadpole（英语：Tadpole (film)）》（2002年）飾 Charlie
- 《夜魔俠》（Daredevil）（2003年）飾 小惡霸#1
- 《法網遊龍：特案組》（Law & Order: Special Victims Unit）（2004年）飾 Troy Linsky——第5季，第17集
- 《The Dead Zone（英语：The Dead Zone (TV series)）》（2004年）飾 Derek Rankin——第3季，第9集
- 《Four Kings（英语：Four Kings）》（2006年）飾 Rob
- 《律政風雲》（Law & Order）（2009年）飾 Chad Klein——第19季，第11集

## 外部連結
- Robert Iler在互联网电影资料库（IMDb）上的資料（英文）
- Court TV's coverage of Robert Iler robbery case